# إغان اينو
إغان اينو (بالإنجليزية: Egan Inoue) هو لاعب كرة الراح ‏ أمريكي، ولد في 4 يونيو 1965 في هونولولو في الولايات المتحدة.

## وصلات خارجية
- إغان اينو على موقع شيردوغ (الإنجليزية)
- إغان اينو على موقع IMDb (الإنجليزية)